# Licínia (esposa de Gai Mari el Jove)
Licínia (en llatí Licinia) va ser una dama romana, filla de Luci Licini Cras (Lucius Licinius Crassus) orador i cònsol l'any 95 aC. Es va casar amb Gai Mari el Jove.
Es va destacar, juntament amb la seva germana que també es deia Licínia, per la puresa del llenguatge llatí que utilitzava i que havien après de la seva mare Múcia i de la seva àvia Lèlia.
Un impostor de nom Amaci o Amati o Heròfil (Amatius) es va fer passar per fill d'aquest matrimoni.